# アレクサンドル・ボエリー
アレクサンドル・ピエール＝フランソワ・ボエリー（Alexandre Pierre-François Boëly 1785年4月19日 - 1858年12月27日）は、フランスの作曲家、オルガニスト、ピアニスト、ヴァイオリニスト。

## 生涯
ヴェルサイユの音楽一家に生まれた。父のジャン＝フランソワはパリのサント・シャペルのカウンターテナーで、ヴェルサイユ宮殿で作曲家とハープ教師を務めていた。ボエリーははじめ、この父から音楽の手ほどきを受けた。またチロルのピアニストであったイグナーツ・ラドゥルナーに師事し、ボエリーは師から教わったバッハやハイドンの作品を、後のキャリアの中で擁護していくことになる。彼はピアノとオルガンに習熟したのに加えて、ヴァイオリンにも才能を示した。
ロマン派の波が19世紀ヨーロッパを駆け巡ると、古典派の感性を有し、厳格な音楽を書くことに「エリート主義」的な忠実さを持ったボエリーは、パリの音楽界の中心から遠ざけられるようになった。彼は同時代の多くの作曲家が書き、持て囃されている音楽を嫌悪の眼差しを向けていた。ナポレオンの時代には、愛国心で膨れ上がった曲やオペラ風の激しさを持つ曲が最大の人気を誇り、かつ標準的だったのである。彼は過去の名声を守りつつ、1840年にサンジェルマン・ロクセロワ教会のオルガニストの職を活用し、大衆の評価の乏しかった故人の作曲家の作品を普及させようとした。フレスコバルディやクープランらがそれにあたり、中でも最も重要だったのは、底が見えず演奏不能と思われたバッハであった。
こうした努力でボエリーが大衆の支持を獲得することはなく、1851年には演奏が「質素」であることを理由に職を解かれてしまう。最後はただのピアノ教師として人生を終えることになるが、マリー・ビゴー、ピエール・バイヨ、フリードリヒ・カルクブレンナー、ヨハン・バプティスト・クラーマーらの近しい友人の集まりでは尊敬と信頼を得ていないわけではなかった。
ボエリーは過去も現在も大衆からは広く知られぬままであるが、これによって19世紀のフランス音楽の隆盛に彼が果たした役割に瑕がつくわけではない。彼は約300作品を数える印象的な楽曲を遺しており、とりわけ室内楽曲やピアノやオルガンのための器楽曲といった分野が特筆される。12巻からなる様々な様式の練習曲集や、ペダル付きオルガンもしくはピアノ3手のための4巻などがこれに含まれる。バッハの『フーガの技法』の未完フーガの補筆も手掛けた。晩年には、セザール・フランクとカミーユ・サン＝サーンスという2人の新星が彼を見つけ出す。彼らは高貴で純粋に古典的なオルガンの伝統の守護者として、ボエリーを崇敬していたのである。
ボエリーは1858年にパリのポンティユー通り27で自然死により73年の生涯を終えた。サン＝フィリップ＝デュ＝ルール教会で門弟であるサン＝サーンスがオルガンを演奏してレクエイム・ミサが営まれた後、モンマルトル墓地へと埋葬された。